# Ana Roch
Ana Roch, née en 1973 à Genève, est une personnalité politique suisse, membre du Mouvement citoyens genevois (MCG). Elle est présidente du MCG de 2016 à 2019 et députée au Grand conseil depuis mai 2018.

## Biographie
Ana Roch est née en 1973 à Genève. Ses parents sont tous deux originaire de Galice en Espagne. Elle grandit aux Avanchets avec son frère dans une famille où les deux parents travaillent.
Ana Roch complète sa formation d'apprentie employée de commerce, puis devient maîtresse d'apprentissage. Elle obtient un brevet fédéral de spécialiste en gestion de PME et un certificat de capacité en droit suisse. En 2015, elle prend la direction de l'entreprise familiale dans le domaine du bâtiment.

### Parcours politique
Ana Roch débute en politique en s'engageant au niveau local et associatif dans la commune de Vernier. Elle est notamment conseillère municipale de cette ville et dirige un club de football dans le quartier des Avanchets,. Elle est présidente de la Maison de jeunes de l'Éclipse pendant 15 ans.
Elle milite au sein du Mouvement citoyens genevois (MCG). À partir de 2015, elle renforce son engagement politique en entrant au bureau de la formation politique.
En 2016, elle annonce son intention de briguer la présidence du MCG. Elle remporte l'élection, devançant d'une voix le dirigeant historique du mouvement Éric Stauffer,. Cette élection sème la discorde au sein du parti et provoque le départ du candidat battu (il annonce alors son retrait de la vie politique).
Candidate à l'élection au Conseil d'État de 2018, en compagnie du conseiller sortant Mauro Poggia, elle termine à la 17e position lors du premier tour et retire sa candidature pour le second,,.
Le 15 avril 2018, elle est élue députée du Grand conseil pour le MCG.
En octobre 2018, elle est candidate à l'élection complémentaire pour le conseil administratif de la ville de Vernier, en remplacement de Thierry Apothéloz, élu au Conseil d'État.

### Présidence du Mouvement citoyens genevois
La présidence d'Ana Roch débute dans un contexte difficile avec le départ de ténors historiques du MCG comme Éric Stauffer ou Ronald Zacharias,,,. Sa volonté est alors de normaliser le mouvement, rompant avec la communication parfois provocante de certains, dont Éric Stauffer. Elle instaure entre autres un fonctionnement directorial plus collégial. Sur le plan médiatique, la présidente peine toutefois à mettre le mouvement sur le devant de la scène comme pouvait le faire Éric Stauffer. Ainsi, les articles liés au MCG dans les quotidiens Le Temps ou la Tribune de Genève ont diminué de près de moitié entre 2016 et 2017[réf. nécessaire].
Elle est réélue à la tête du parti le 17 mars 2017. .
Au cours de la campagne pour les élections cantonales de 2018, elle doit faire face à la création du mouvement « Genève en marche », lancé par Éric Stauffer,. Durant la campagne, elle refuse les propositions de l'extrême gauche visant à plafonner les dépenses de campagne.
Après les élections cantonales de 2018 qui s'avèrent un échec pour le parti en regard de celles de 2013, le leadership d'Ana Roch est contesté. Elle est toutefois réélue à la présidence du MCG en avril 2018. Elle quitte la présidence du parti un an plus tard et est remplacée par Francisco Valentin.